# Ligea (mitologia)
Ligea (in greco antico: Λιγεία?, Lighèia) è una figura della mitologia greca dal canto ammaliatore, raffigurata con busto di donna e con corpo di uccello con coda e ampie ali; è una sirena che con le sue doti canore e di seduzione attrae e uccide ignari gli uomini, trascinandoli nel mare.

## Il mito
Nella tradizione figurativa e in quella letteraria le sirene sono generalmente tre, si tratta delle sorelle: Partenope, Leucosia e Ligea. 
La mitologia classica ha fatto costantemente riferimento alle sirene come una sorta di "muse del mare" dal dolcissimo e ammaliante canto che attirava i naviganti prima nell'oblio della loro patria e dei loro più cari affetti e poi conducendoli alla rovina. 
Il mito venne introdotto sulle coste tirreniche dai coloni greci che vi si stabilirono a partire dall'VIII secolo a.C. 
Esse vivevano nell’antica Hipponion (odierna Vibo Valentia) ed erano le ancelle di Persefone. Presenti quando Ade, dio degli Inferi, la rapì, vennero trasformate in sirene dalla dea Demetra come punizione per non aver cercato di impedire il ratto della figlia. In seguito, persa la loro umanità, le tre sirene iniziarono ad ammaliare con il loro canto tutti i naviganti che viaggiavano lungo la costa vibonese, per poi divorarli, fin quando non si imbatterono nell’eroe greco Ulisse, il quale grazie alla propria astuzia, uscì indenne dalla loro tentazione. Per frustrazione le tre sirene si gettarono in mare, togliendosi la vita. Il corpo della sirena Ligea venne trasportanto dalla corrente fino alla riva dell’antica città di Terina.

## Ligea e Terina
Le onde del mar Tirreno avrebbero rigettato il corpo di Ligea sulla riva tirrenica della Calabria, presso Lamezia Terme o Terina.
Terina città della Magna Grecia, eretta dai Crotoniati nel VI secolo a.C., storicamente vide i suoi abitanti dispersi da Annibale nel 203 a.C., e la sua vera e propria fine nel 950 d.C. ad opera dei Saraceni, che la distrussero durante una delle loro incursioni sulle coste calabre.
Sulle splendide monete coniate a Terina, alcune delle quali sono ritenute dei capolavori della numismatica antica, c'è la più antica testimonianza delle acque termali di Caronte. Infatti, sul dritto c'è impresso il dolce profilo di una fanciulla alata mentre riempie un vaso d'acqua ad una sorgente che sgorga dalla testa di un leone, chiara simbologia iconografica di una fonte sacra. 
Si tratta della rappresentazione del simulacro della sirena Ligea (la melodiosa), la cui salma, sospinta dalle onde del Tirreno, fu gettata sulla spiaggia del golfo lametino dove ricevette onorata sepoltura dalle pietose mani dei naviganti e a cui più tardi i terinei elevarono culto religioso. 
La sirena avrebbe rappresentato la personificazione della città di Terina (che significa ‘la tenera’). La sirena Ligea, raffigurata con un busto di donna con le braccia nude ed il corpo di uccello con coda e ampie ali, compare in varie monete di Terina, seduta su un cippo mentre gioca con una palla, oppure mentre riempie un'anfora con l'acqua che sgorga dalla bocca di un leone. 
Inoltre Ligea compare in statue isolate ed in rilievi ad ornamento di tombe, in genere mentre suona la cetra, oppure in vasi dipinti, mosaici, pitture e sarcofagi romani. 
Sulle monete di Terina, la figura alata di Ligea è accompagnata da alcuni attributi caratteristici di Afrodite, evidentemente attributi della divinità trasferiti alla sacerdotessa della stessa. 
Infatti su una faccia c'è una fanciulla alata che reca in mano una colomba o una lepre e un ramoscello di mirto, sull'altra faccia una figura muliebre alata, assisa su un poggio e volta a sinistra, che stringe nella mano sinistra un caduceo e con la destra tiene un'anfora appoggiata sulle ginocchia, nella quale cade l'acqua che scorre da una testa di leone (simbolo di una fonte) situata su una muraglia di pietre e ai piedi si vede un cigno nuotante nella fontana. 
La colomba, la lepre e il ramoscello di mirto sono i simboli di Afrodite attribuiti alle sue alate sacerdotesse (dette ierodule). Alla schiera delle ierodule si possono ascrivere le sirene, ossia le fanciulle che incantavano col fascino della loro voce e dei loro amorosi richiami i naviganti.
In questi versi il nome di Ligea e quello di Terina appaiono associati e la fonte e l'anfora simboleggiano il fiume Ocinaro (l'attuale Bagni) che attraversa Caronte e che con le sue acque tergeva il sepolcro della sirena. 
Dunque, il mito di Ligea, cantato da Licofrone, è legato all'esistenza di Terina, portata alla luce nell'area denominata Jardini di Renda posta a sud di Caronte a poca distanza, interrata dalle piene del Bagni dopo la sua distruzione ad opera di Annibale.
Nel 1998 nella Piazzetta S. Domenico, a Nicastro è stata inaugurata una statua, opera dell'artista Dalisi, dedicata alla sirena Ligea.